# Sarosa
Sarosa is een geslacht van vlinders van de familie spinneruilen (Erebidae), uit de onderfamilie Arctiinae.

## Soorten
- S. acutior Felder, 1869
- S. albraamea Schaus, 1924
- S. annotata Dognin
- S. atritorna Dognin, 1912
- S. boenninghauseni Rothschild, 1911
- S. connotata Hampson, 1901
- S. epona Dognin, 1902
- S. flavicostalis Rothschild, 1911
- S. helotes Druce, 1900
- S. ignicolor Ménétriés, 1957
- S. ignicornis Hampson, 1914
- S. klagesi Rothschild, 1911
- S. lutibasis Hampson, 1901
- S. mora Schaus, 1911
- S. notata Butler, 1876
- S. pompilina Butler, 1876
- S. pseudohelotes Rothschild, 1931
- S. sesiiformis Walker, 1854
- S. xanthobasis Druce, 1898